# Кедровки
Кедровки, или ореховки (лат. Nucifraga) — род птиц семейства врановых. 
Род включает 4 вида:
- Nucifraga caryocatactes — кедровка, или ореховка - Евразия
- Nucifraga columbiana — североамериканская ореховка -- Северная Америка
- Nucifraga hemispila
- Nucifraga multipunctata